# Cmentarz żydowski w Szadku
Cmentarz żydowski w Szadku – nekropolia o powierzchni 0,6 ha, na której zachowało się około dwudziestu fragmentów nagrobków. W 2005 roku teren kirkutu został uporządkowany i ogrodzony. Wystawiono też stosowny pomnik ku czci szadkowskich Żydów.